# Ludgério Silva
Ludgério Almeida Santiago Silva (São Tomé, 14 agosto 1986) è un ex calciatore saotomense, di ruolo attaccante.

## Carriera

### Club
Ha giocato nella massima serie angolana e tra la seconda e la quinta divisione portoghese.

### Nazionale
Tra il 2015 e il 2017 ha giocato 6 partite con la nazionale saotomense, realizzandovi anche una rete.

## Statistiche

### Cronologia presenze e reti in nazionale
| Cronologia completa delle presenze e delle reti in nazionale ― São Tomé e Príncipe | Cronologia completa delle presenze e delle reti in nazionale ― São Tomé e Príncipe | Cronologia completa delle presenze e delle reti in nazionale ― São Tomé e Príncipe | Cronologia completa delle presenze e delle reti in nazionale ― São Tomé e Príncipe | Cronologia completa delle presenze e delle reti in nazionale ― São Tomé e Príncipe | Cronologia completa delle presenze e delle reti in nazionale ― São Tomé e Príncipe | Cronologia completa delle presenze e delle reti in nazionale ― São Tomé e Príncipe | Cronologia completa delle presenze e delle reti in nazionale ― São Tomé e Príncipe |
| Data                                                                               | Città                                                                              | In casa                                                                            | Risultato                                                                          | Ospiti                                                                             | Competizione                                                                       | Reti                                                                               | Note                                                                               |
| ---------------------------------------------------------------------------------- | ---------------------------------------------------------------------------------- | ---------------------------------------------------------------------------------- | ---------------------------------------------------------------------------------- | ---------------------------------------------------------------------------------- | ---------------------------------------------------------------------------------- | ---------------------------------------------------------------------------------- | ---------------------------------------------------------------------------------- |
| 11-10-2015                                                                         | Addis Abeba                                                                        | Etiopia                                                                            | 3 – 0                                                                              | São Tomé e Príncipe                                                                | Qual. Mondiali 2018                                                                | -                                                                                  | 50’                                                                                |
| 26-3-2017                                                                          | Antananarivo                                                                       | Madagascar                                                                         | 3 – 2                                                                              | São Tomé e Príncipe                                                                | Qual. Coppa d'Africa 2019                                                          | -                                                                                  |                                                                                    |
| 9-10-2019                                                                          | Belle Vue Maurel                                                                   | Mauritius                                                                          | 1 – 3                                                                              | São Tomé e Príncipe                                                                | Qual. Coppa d'Africa 2021                                                          | 1                                                                                  | 64’                                                                                |
| 13-10-2019                                                                         | São Tomé                                                                           | São Tomé e Príncipe                                                                | 2 – 1                                                                              | Mauritius                                                                          | Qual. Coppa d'Africa 2021                                                          | -                                                                                  |                                                                                    |
| 13-11-2019                                                                         | Omdurman                                                                           | Sudan                                                                              | 4 – 0                                                                              | São Tomé e Príncipe                                                                | Qual. Coppa d'Africa 2021                                                          | -                                                                                  | 46’                                                                                |
| 18-11-2019                                                                         | São Tomé                                                                           | São Tomé e Príncipe                                                                | 0 – 1                                                                              | Ghana                                                                              | Qual. Coppa d'Africa 2021                                                          | -                                                                                  |                                                                                    |
| Totale                                                                             |                                                                                    | Presenze                                                                           | 6                                                                                  |                                                                                    | Reti                                                                               | 1                                                                                  |                                                                                    |